# Friedel Ammann
Friedel Ammann (* 1959 in Basel) ist ein Schweizer Fotograf.

## Biografie
Nach der Schulzeit und den Lehrjahren begann er 1977 mit Extremklettern und Alpinismus. 1981 startete er seine ersten Reisen mit dem Velo quer durch Europa, später weltweit nach Tunesien, Algerien, Malawi, Senegal, Südafrika, Indonesien, Philippinen, Afghanistan, die Fotokamera immer dabei. Friedel Ammann lernte durch die Hilfe befreundeter Fotografen, durch Fachliteratur und intensiver Arbeit in der Dunkelkammer das fotografische Handwerk. Er studierte insbesondere die Arbeiten von Ansel Adams, Henri Cartier-Bresson, Josef Koudelka und Werner Bischof.
Friedel Ammann besitzt bis heute keine formal bescheinigten Qualifikationen als Fotograf.
1985 war er Mitgründer des Reiseausrüsters Transa Backpacking Basel, dabei lernte er Werk und Biografie von Richard Buckminster Fuller und Bill Moss kennen (Moss – Museum of Modern Art, New York: «Ein Zelt ist für mich ein moderner Kunstgegenstand, in den man hineingehen kann».) Als Hommage stellte Friedel Ammann 1989 im Kunstmuseum Basel zwischen Kunstwerken von Rodin und Hans Arp deren geodätische und anthropometrische Zelte aus.
Im Jahr 2000 folgten erste Fotojournalismus-Arbeiten und Publikationen in diversen Medien in der Schweiz. 2001 startete er sein Hilfsprojekt in Manila: «Die Rosen von Metro Manila». Nach den Terroranschlägen in New York am 11. September 2001 erhielt Friedel Ammann von National Geographic die Anfrage, das Afghanistan-Institut in Bubendorf bei Basel zu dokumentieren.
2002 reiste er für sein Hilfsprojekt «Thiaba» nach Dakar, Senegal. Es folgten Publikationen in der Neue Zürcher Zeitung – folio, Tages-Anzeiger, Le Temps (art Basel), Die Zeit, Nikonprofessionell, Geo, Der Spiegel, zudem Auftragsarbeiten für Hoffmann-La Roche, Basilea Pharmaceutica, Vitra, Sony, Fraunhofer-Gesellschaft, Joachim Rittmeyer u. a. m. 2005 und 2007 reiste er im Auftrag der UNESCO nach Afghanistan und fotografierte dort für eine Hilfsorganisation. 2008 unternahm er eine Reportagereise in Oman und 2009 führte ihn eine Veloreise durch Süditalien sowie 2010 Frankreich. Auftragsarbeiten führte er für die Fondation Beyeler in Riehen durch. Im März 2011 unternahm er eine Velo-Reise durch Japan, u. a. nach Fukushima. 2012 führte er eine Reisereportage in Indonesien durch und 2013 eine Veloreise mit Reportage zu Palästina. 2014 reiste er durch Südeuropa, Portugal, Spanien, Griechenland, Süditalien. 2015 unternahm er eine Reisereportage in Madagaskar und 2017 eine Reise durch Osteuropa. Es folgten Reisereportagen 2018 durch Sizilien zum Thema Migration und 2019 durch Nordirland, Irland zum Thema Brexit sowie 2020 die „Corona Jahr Fotoreportagen“.

## Werke
- Tête à Tête mit Friedel Ammann - Preziosen rund um die Welt, 2017, ISBN 978-3-033-06376-1

## Fotowettbewerbe und Prämierungen
- 2006 NIKON NEWS Thema «Kunst»: Prämiert und ausgezeichnet
- 2005 Swiss Press: Kategorie Kunst und Kultur nominiert
- 2003 SCHWEIZER PRESSEFOTO AWARD:
  - 2. Rang Kategorie Reportagen,
  - 1. Rang Kategorie Open Gallery,
  - Pressefoto des Jahres: 2. Rang
  - Swiss Press: Kategorie Reportagen nominiert,
  - UNICEF / NIKON NPCI: 3. Rang,
  - UNESCO Foto des Jahres: Prämiert und ausgezeichnet,
- 2002 SCHWEIZER PRESSEFOTO AWARD: 7 Nominationen, 1. Rang Kategorie Ausland, 2. Rang Kategorie  Schweiz, 1. Rang Kategorie Open Gallery und Pressefoto des Jahres 2002
- 1999 SCHWEIZER PRESSEFOTO AWARD: 3 Nominationen
- 1998 Naturhistorisches Museum Fribourg, Thema «Der Wald»: 5 Nominationen
- 1995 fotoMAGAZIN / STERN «True Story»
- 1995 RAVAGE KletterMagazin Fotowettbewerb 1. Rang

## Fotoausstellungen
- 2021 SECONDE VUE Fotoausstellung – ARTree Gallery
- 2020 SECONDE VUE Fotoausstellung – ARTree Gallery
- 2019 Buchlesung, Hotel Ascot, Zürich
- 2018 Buchlesung, Hotel Basel, Wettsteinsaal Basel
- 2018 Buchlesung in der Galerie Carzaniga
- 2017 Buchpräsentation, Vernissage „Tête à Tête“ in der Reithalle Wenkenhof
- 2013 Ramstein Optik Basel: Fotoausstellung "Tête à Tête"
- 2011 Open Air «Frauen / Women / Femmes / Donne» - im Garten der mission 21, Basel
- 2006 Open Air «Afghanistan» - Universität Irchel Zürich, Münsterplatz Basel, Afghanistan-Museum Bubendorf
- 2005 Open Air «Modern Times» - Teufelhof Basel
- 2004 Open Air «Thiaba» - Universitätsspital Basel
- 2003 Open Air «Die Rosen von Metro Manila» - Kulturfloss Basel Fotoausstellung «Thiaba» - Literaturhaus Basel
- 2002 «Reportagen aus der Schweiz» - Ramstein Basel Fotoausstellung «Strandgut» - Teufelhof Basel
- 2001 «Viva Italia» - Ringierhaus Zürich     Fotoausstellung «Plakativ» - Speleo Projects - Allschwil
- 1999 «Heimsuchungen in der Schweiz» - Deutsch-Französisches Kulturinstitut Aachen, Schweizerisches Generalkonsulat Düsseldorf